# Bulbophyllum inornatum
Bulbophyllum inornatum là một loài phong lan thuộc chi Bulbophyllum.